# 喜町
喜町（きまち）は、静岡県掛川市にある大字。

## 地理
静岡県掛川市の北部に位置する。合併前の旧掛川市においては南部に位置していた。東から西に向かって細長い形状の大字である。全域が平地であり住居などが多くみられる。南西端がかつての東海道と接している。
近隣には大字の名称と集落の名称とが一致しない地が散見されるが、喜町においては大字としての住所表記は「喜町」と記されるのに対し、集落としては他の大字とともに「町東部」を構成している。なお、大字としての喜町に関する一帯には、掛川市の自治区である喜町区が置かれている。喜町区は神明宮の氏子区域であり、掛川祭にて手踊りとして「深川」を披露することでも知られている。

## 歴史
喜町と呼ばれている地は、もともとは遠江国佐野郡掛川宿の一部であった。具体的には、掛川宿のうち木町が、のちの大字としての「喜町」に該当する。掛川宿は、山内氏領となったが、江戸時代に入ると掛川藩領となった。その掛川宿にある木町では、1823年（文政6年）から1842年（天保13年）にかけて三度大火に見舞われた。この事態を受けて、住民は掛川藩の藩主である太田資功に願い出て、天保15年に「木町」を「喜町」に改名することにした。掛川宿は、明治元年には駿府藩領となり、明治2年には静岡藩領となった。この掛川宿の喜町が、のちの大字としての喜町に該当する。
町村制が施行された1889年（明治22年）に掛川宿は下俣町、十九首町、仁藤村の大部分、大池村の一部、葛川村の一部と合併することになり、掛川町が発足した。その後の度重なる市町村合併を経て、この地は掛川市の一部となった。

### 地名の由来
掛川宿の木町は、材木を扱う業者が集められたため、それに因んで「木町」と呼ばれるようになった。ただし、文化年間の時点で、材木を扱う業者は掛川宿の西町にはみられるものの、木町にはもう存在しなかったという。

### 沿革
- 天保15年 - 遠江国佐野郡掛川宿木町が喜町に改称[8]。
- 1871年 - 佐野郡が静岡県に移管。
- 1871年 - 佐野郡が浜松県に移管。
- 1876年 - 佐野郡が静岡県に移管。
- 1889年 - 静岡県佐野郡掛川宿、下俣町、十九首町、仁藤村の大部分、大池村の一部、葛川村の一部が合併して掛川町を設置。
- 1896年 - 静岡県佐野郡、城東郡が合併して小笠郡を設置。
- 1954年 - 静岡県小笠郡掛川町が曽我村、東山口村を編入して掛川市を設置。

## 世帯数と人口
2024年（令和6年）3月末日現在の世帯数と人口は以下の通りである。
| 大字 | 世帯数 | 人口  |
| ---- | ------ | ----- |
| 喜町 | 45世帯 | 129人 |

## 事業所
2021年（令和3年）現在の事業所数と従業員数は以下の通りである。
| 大字 | 事業所数 | 従業員数 |
| ---- | -------- | -------- |
| 喜町 | 4事業所  | 12人     |

## 小・中学校の学区
公立小・中学校に通う場合、学区は以下の通りとなる。
| 自治区 | 小学校             | 中学校           |
| ------ | ------------------ | ---------------- |
| 喜町区 | 掛川市立第一小学校 | 掛川市立東中学校 |

## 交通

### バス
- 掛川バスサービス粟本線 - 喜町停留所
- 掛川バスサービス東山線 - 喜町停留所

## 施設
- 喜町区公会堂[13]
- 掛川新町郵便局[14]
- 日本福音ルーテル掛川菊川教会掛川礼拝所[15]

## その他

### 郵便
- 郵便番号：436-0094[2]（集配局：掛川郵便局）

### 警察
警察の管轄区域は以下の通りである。
| 番地 | 警察署     | 交番・駐在所 |
| ---- | ---------- | ------------ |
| 全域 | 掛川警察署 | 掛川駅前交番 |

### 消防
消防の管轄区域は以下の通りである。
| 番地 | 消防署・分署 | 消防団分団 |
| ---- | ------------ | ---------- |
| 全域 | 中央消防署   | 第一分団   |

### 自衛隊
陸上自衛隊の管轄区域は以下の通りである。
| 番地 | 方面隊     | 師団・旅団 | 部隊               |
| ---- | ---------- | ---------- | ------------------ |
| 全域 | 東部方面隊 | 第一師団   | 第三十四普通科連隊 |

### 註釈
1. ↑  静岡県掛川市のうち旧掛川市においては、自治区ごとに小・中学校の学区が定められている[12]。